# Theta Octantis
Désignations
Theta Octantis (en abrégé θ Oct) est une étoile géante de la constellation australe de l'Octant, située vers la limite avec celle de l'Hydre mâle. Elle est visible à l'œil nu avec une magnitude apparente de 4,78. D'après la mesure de sa parallaxe annuelle par le satellite Gaia, l'étoile est distante d'environ ∼ 211 a.l. (∼ 64,7 pc) de la Terre. Elle s'en éloigne à une vitesse radiale héliocentrique de +22 km/s.
Theta Octantis est une étoile géante rouge évoluée de type spectral K3III. Elle est répertoriée comme une géante du red clump, ce qui indique qu'elle est située à l'extrémité rouge de la branche horizontale du diagramme H-R et qu'elle génère son énergie par la fusion de l'hélium dans son noyau. L'étoile est 1,2 fois plus massive que le Soleil et son rayon environ 16 fois plus grand que le rayon solaire. Elle est 79 fois plus lumineuse que le Soleil et sa température de surface est de 4 325 K.